# Szteklinek
Szteklinek – część wsi Szteklin w Polsce, położona w województwie pomorskim, w powiecie starogardzkim, w gminie Lubichowo, na Pojezierzu Starogardzkim.
W latach 1975–1998 Szteklinek administracyjnie należał do województwa gdańskiego.